# Rio Samburá
O rio Samburá é um curso de água do estado de Minas Gerais, Brasil, que deságua no rio São Francisco.